# 埃米莉·桑尼特
艾蜜莉·安·桑內特（英語：Emily Ann Sonnett，1993年11月25日—），美国職業女子足球运动员，司職中场及後衛，現效力國家女子足球聯賽（NWSL）球隊紐澤西/紐約高譚及美國國家女子足球隊。她曾代表国家队参加2019年國際足協女子世界盃獲得冠軍，以及2020年夏季奥林匹克运动会足球比赛並获得一枚铜牌。

## 外部連結
- 埃米莉·桑尼特在美國足球協會
- 埃米莉·桑尼特在國家女子足球聯賽
- 埃米莉·桑尼特在OL Reign
- 埃米莉·桑尼特在維吉尼亞騎士（英语：Virginia Cavaliers women's soccer）
- 埃米莉·桑尼特在Olympics.com的个人资料和比赛数据
- 埃米莉·桑尼特在Olympedia的个人资料和比赛数据